# Ram Raja Prasad Singh
Ram Raja Prasad Singh (nepali: राम राजा प्रसाद सिंह), (1936 i Saptari District i den østlige del af lavlandet Terai - 12. september 2012), var en nepalesisk jurist og revolutionær politiker. 
Singh har været meget aktiv i Nepals demokratiske bevægelse helt tilbage fra sin ungdom, hvor han kom i stærk opposition til det da stærkt kongestyrede politiske system (Panchayat-systemet). Han var leder af det lille venstrefløjsparti Nepal Janabadi Morcha (Nepals Demokratiske Front), som han grundlagde i 1976. 
I juli 2008 blev Singh af landets største parti Communist Party of Nepal (Maoist) (maoisterne) foreslået som landets første præsident. Singhs kandidatur støttedes endvidere af indflydelsesrige politiske grupperinger fra lavlandsregionen. Efter to afstemninger blandt medlemmerne af Nepals nyvalgte parlament blev Ram Baran Yadav fra Nepali Congress imidlertid valgt som præsident 21. juli 2008 med 308 stemmer mens Singh fik 282 stemmer.

## Notr
1. ↑  "Ram Raja Prasad Singh dead at 77 - www.parakhireviews.com". Arkiveret fra originalen 18. januar 2016. Hentet 28. maj 2013.